# Humanina

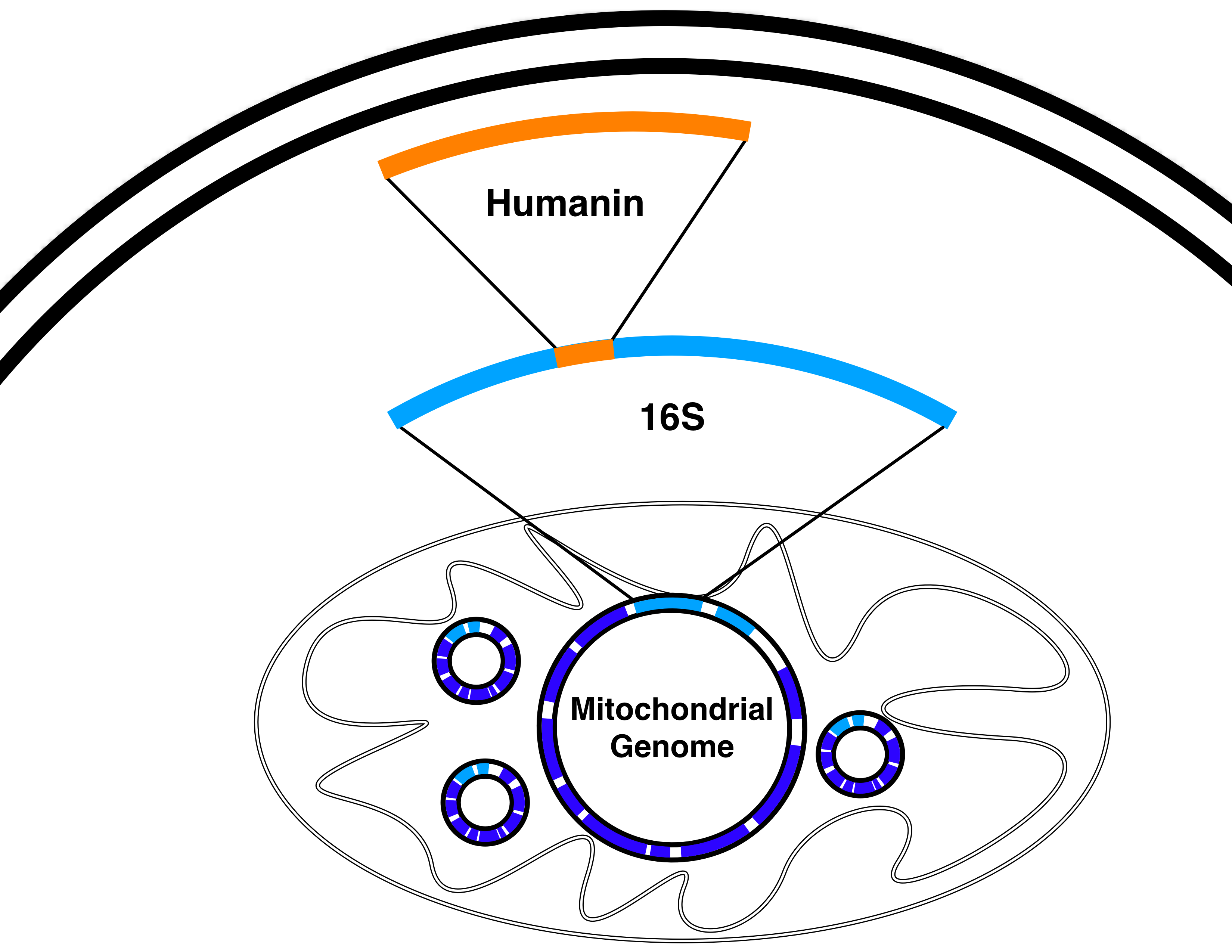
El gen de l'humanina es troba dins del gen 16S rRNA (MT-RNR2) al genoma mitocondrial

L'humanina és un micropèptid codificat al genoma mitocondrial pel gen de l'ARN ribosòmic 16S, MT-RNR2 . La seva estructura conté una hèlix α de tres voltes i cap simetria.
En models in vitro i animals, sembla tenir efectes citoprotectors.

## Gen
El gen humanina està codificat al genoma mitocondrial pel gen de l'ARN ribosòmic 16S, MT-RNR2. Al genoma nuclear es troben múltiples paràlegs (a causa dels segments d'ADN mitocondrial nuclear) i s'anomenen MTRNR2L seguit d'un número. No està del tot segur si aquestes isoformes paralogues estan completament inexpresses.

## Proteïna
El pèptid expressat conté una hèlix α de tres voltes i no té simetria.
La longitud del pèptid depèn d'on es produeix. Si es produeix dins dels mitocondris tindrà 21 aminoàcids. Si es produeix fora dels mitocondris, al citosol, tindrà 24 aminoàcids. S'ha demostrat que tots dos pèptids tenen activitat biològica.

## Altres espècies
La rata, Rattus norvegicus, té un gen, el rattin (C0HLU6, "Humanin-like protein"), que codifica un pèptid de 38 aminoàcids homòleg a la humanina. Els dos gens produeixen ADNc que mostren una identitat de seqüència del 88%. Els pèptids són un 81% idèntics, amb la seqüència carboxil terminal del rattin amb 14 aminoàcids més llarg que en la humanina. Dels 24 aminoàcids de la resta de la seqüència de rata, 20 són idèntics als aminoàcids de la seqüència humana.
L'ortòleg d'humanina MT-RNR2 del ratolí és un pseudogen, de manera que no es produeix cap humanina a partir de l'ADNmt. Tanmateix, el genoma nuclear conté (com en els humans) moltes còpies dels genomes mitocondrials, i una còpia de l'homòleg de la humanina, Gm20594 (J3QJY3), s'expressa activament.

## Funció
L'humanina té diversos efectes citoprotectors.

## Interaccions
S'ha publicat la interacció extracel·lular amb un receptor tripartit format per gp130, WSX1 i CNTFR, així com la interacció amb el receptor del pèptid formil 2 (receptor de tipus 1 de formilpèptid).
També pot ser necessària la interacció intracel·lular amb BAX, tBID, IGFBP3 i TRIM11 per als efectes de la humanina.

## Descobriment
L'humanina va ser trobada de manera independent per tres laboratoris diferents que miraven diferents paràmetres. El primer a publicar, l'any 2001, va ser el laboratori Nishimoto, que va trobar humanina mentre buscava possibles proteïnes que poguessin protegir les cèl·lules de la beta amiloide, un component important de la malaltia d'Alzheimer. El laboratori de Reed va trobar humanina en cercar proteïnes que podrien interaccionar amb la proteïna X associada a Bcl-2 (Bax), una proteïna important implicada en l'apoptosi. El laboratori Pinchas Cohen va descobrir de manera independent l'humanina quan es va detectar proteïnes que interaccionen amb IGFBP3.

## Recerca
Els experiments amb cèl·lules cultivades han demostrat que l'humanina té efectes tant neuroprotectors com citoprotectors i els experiments en rosegadors han trobat que té efectes protectors en models de malaltia d'Alzheimer, models de malaltia de Huntington i models d'ictus.
Es proposa que l'humanina tingui una infinitat d'efectes neuroprotectors i citoprotectors. Tant els estudis en cèl·lules com en rosegadors han trobat que l'administració d'humanina o derivats d'humanina augmenta la supervivència i/o els paràmetres fisiològics en models de malaltia d'Alzheimer. A més de la malaltia d'Alzheimer, l'humanina té altres efectes neuroprotectors contra models de malaltia de Huntington, malaltia de prions i ictus. Més enllà dels possibles efectes neuroprotectors, humanin protegeix contra l'estrès oxidatiu, la formació de placa ateroscleròtica i l'atac cardíac. També s'han demostrat efectes metabòlics i l'humanina ajuda a millorar la supervivència de les cèl·lules beta pancreàtiques, que poden ajudar amb la diabetis tipus 1, i augmenta la sensibilitat a la insulina, que pot ajudar amb la diabetis tipus 2. A les rates, l'anàleg humanina sembla normalitzar els nivells de glucosa i reduir els símptomes de la diabetis.
Rattin mostra la mateixa capacitat que l'humanina per defensar les neurones de la toxicitat del beta-amiloide, la causa de la degeneració de la malaltia d'Alzheimer.
Els petits pèptids semblants a l'humanina són un grup de pèptids que es troben a l'ARNr 16S mitocondrial i també tenen funcions de senyalització retrògrades.